# Walter Zenga
Walter Zenga (n. 28 aprilie 1960, Milano, Italia) este un fotbalist italian și român retras din activitate, care a jucat pe post de portar la echipe ca Inter Milano, S.S. Sambenedettese Calcio⁠(d) și Sampdoria. Pe plan internațional, are prezențe la națională pentru Italia și Italia U21⁠(d). După încheierea carierei, a devenit antrenor, și a antrenat, printre altele, Al-Nasr SC, Crotone și Catania.
A fost membru al naționalei italiene care a terminat pe locul 4 la Olimpiada din 1984 (Los Angeles, California) și al reprezentativei care a terminat pe locul 3 Cupa Mondială din 1990, Zenga fiind titular în toate partidele.  
Ca antrenor, Zenga s-a afirmat în România, inițial ca antrenor la FC Național București, trecând apoi la  FC FCSB. În vara lui 2005, după ce a fost concediat de FC FCSB înainte de terminarea sezonului, Zenga a semnat cu Steaua Roșie Belgrad, reușind să câștige o dublă cupă-campionat în Serbia și Muntenegru. În vara lui 2006, Zenga a fost chemat să antreneze echipa turcă Gaziantepspor; cu toate acestea, după un început slab (5 victorii din 17 meciuri), a demisionat în ianuarie 2007, pentru a putea accepta oferta celor de la Al-Ain, din Emiratele Arabe Unite. După doar 5 luni la cârma echipei, Zenga a fost demis, iar în septembrie 2007 a fost numit antrenor la Dinamo București, înlocuindu-l pe Mircea Rednic, dar nu rezistă pe bancă decât până în noiembrie 2007.
Din 1 aprilie 2008 a antrenat clubul italian Calcio Catania, după care din iunie 2009, a semnat cu U.S. Città di Palermo. În mai 2010 a ajuns  Peninsula Arabică, semnând un contract  pe 2 ani cu Al-Nassr din Arabia Saudită, după care a antrenat  în  Emiratele Arabe Unite, pe Al Jazira Club. 
În 2015, este numit antrenor al echipei UC Sampdoria, din prima divizie italiană, însă a fost demis după un început slab de sezon. Zenga s-a reîntors în Orient, preluând echipa Al-Shaab până la finalul sezonului.
Între august și octombrie 2016, a fost antrenorul echipei Wolverhampton Wanderers FC din Football League Championship.

## Palmares
Internazionale
- Serie A (1): 1988–89
- Supercoppa Italiana (1): 1989
- Cupa UEFA (2): 1991, 1994

Steaua București
- Liga I (1): 2004–05

Steaua Roșie Belgrad
- Superliga Sârbă (1): 2005–06
- Cupa Serbiei (1): 2005–06

Individual
- Serie A Footballer of the Year (1): 1987
- IFFHS World's Best Goalkeeper (3): 1989, 1990, 1991
- UEFA Goalkeeper of the Year (1): 1990